# Отдельная мусульманская рота «Меша Селимович»
Отдельная мусульманская рота «Меша Селимович» (серб. Самостална муслиманска јединица „Меша Селимовић“) — мусульманское подразделение в состав 1-го Краинского корпуса Армии Республики Сербской.

## История
Подразделение образовано в августе 1992 года в деревне Кулина около города Дервента по предложению капитана Югославской народной армии Исмета Джухерича. Помощь при формировании оказывали генерал Бошко Келечевич и полковник Славко Лисица (командир 3-й тактической группы Армии Республики Сербской). Численность отряда составляла 120 человек: в основном это были мусульмане при наличии нескольких хорватов и сербов.
Рота входила в состав 27-й моторизованной Дервентской бригады. До января 1993 года Джухерич лично командовал ротой, после чего демобилизовался. Его должность занял Нусрет Диздаревич, который командовал ротой до конца войны. Мусульмане этого отряда участвовали в боях за следующие города Боснии и Герцеговины: Теслич, Тешань, Вучияк, Маглай, Завидовичи. В настоящее время ветераны этой роты проживают в городах Босански-Брод, Дервента и Прнявор. Отряд обвиняется некоторыми боснийскими политиками в совершении преступлений против боснийского же гражданского населения, что отрицают его командиры Джухерич и Диздаревич: они заявляют, что отряд стремился восстановить территориальную целостность Югославии, как и Армия Республики Сербской.